# Game (Perfume)
Game (GAME?), reso graficamente con il titolo tutto in maiuscolo, è il secondo album in studio del trio j-pop Perfume, pubblicato il 16 aprile 2008.
Esistono due edizioni dell'album: una normale con custodia jewel case, ed una speciale in edizione limitata con custodia jewel case, cover diversa e DVD extra.

## Tracce
Tutti i brani sono parole e musica di Yasutaka Nakata.

Dopo il titolo è indicata fra parentesi "()" la grafia originale del titolo.
1. Polyrhythm (ポリリズム?) - 4:10
2. plastic smile (plastic smile?) - 4:36
3. Game (GAME?) - 5:07
4. Baby cruising Love (Baby cruising Love?) - 4:41
5. Chocolate Disco (チョコレイト・ディスコ?) - 3:46
6. Macaroni (マカロニ?) - 4:39
7. Ceramic Girl (セラミックガール?) - 4:34
8. Take me Take me (Take me Take me?) - 5:29
9. Secret Secret (シークレットシークレット?) - 4:58
10. Butterfly (Butterfly?) - 5:42
11. Twinkle Snow Powdery Snow (Twinkle Snow Powdery Snow?) - 3:50
12. Puppy love (Puppy love?) - 4:33

### DVD
Registrazioni di live e versioni alternative di alcune canzoni.
1. Polyrhythm LIVE Version at LIQUIDROOM Nov.8 '07
2. SEVENTH HEAVEN LIVE Version at LIQUIDROOM Nov.8 '07
3. Macaroni -Original Version-
4. Ceramic Girl -Drama Another Version-
5. Macaroni -A-CHAN Version-
6. Macaroni -KASHIYUKA Version-
7. Macaroni -NOCCHI Version-

## Singoli
- 14/02/2007 - Fan Service [sweet]; doppia a-side contenente Chocolate Disco e Twinkle Snow Powdery Snow
- 12/09/2007 - Polyrhythm
- 16/01/2008 - Baby cruising Love/Macaroni

## Formazione
- Nocchi - voce
- Kashiyuka - voce
- A~chan - voce